# Miqwè di Siracusa

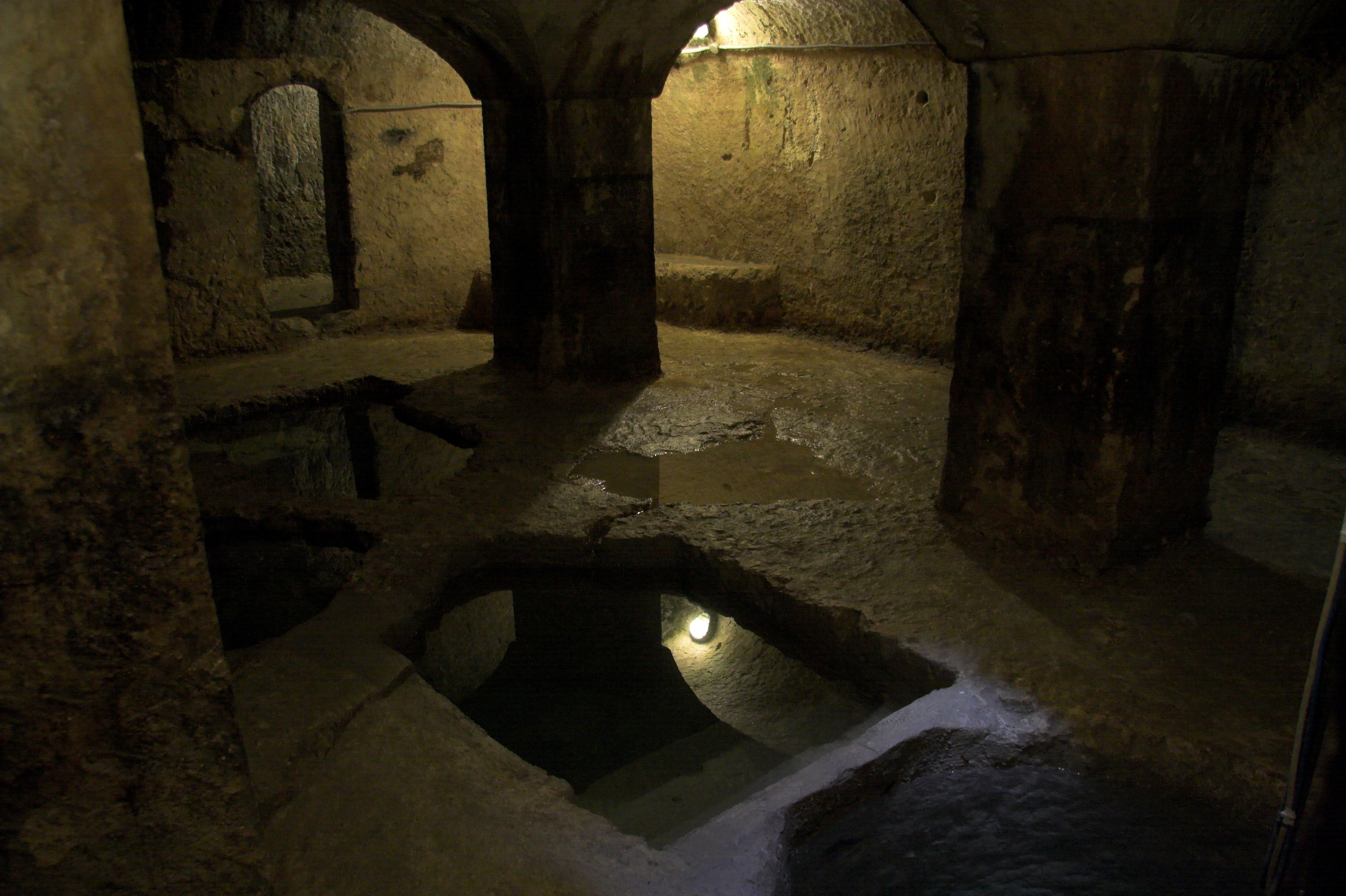
Miqwè di palazzo Bianca

I miqwè di Siracusa sono antichi bagni rituali ebraici siti in Ortigia e sono tre: uno sotto la chiesa di san Filippo Apostolo, uno presso palazzo Bianca in via Alagona e l'altro sotto un'abitazione privata in vicolo dell'Olivo.

## I miqwè

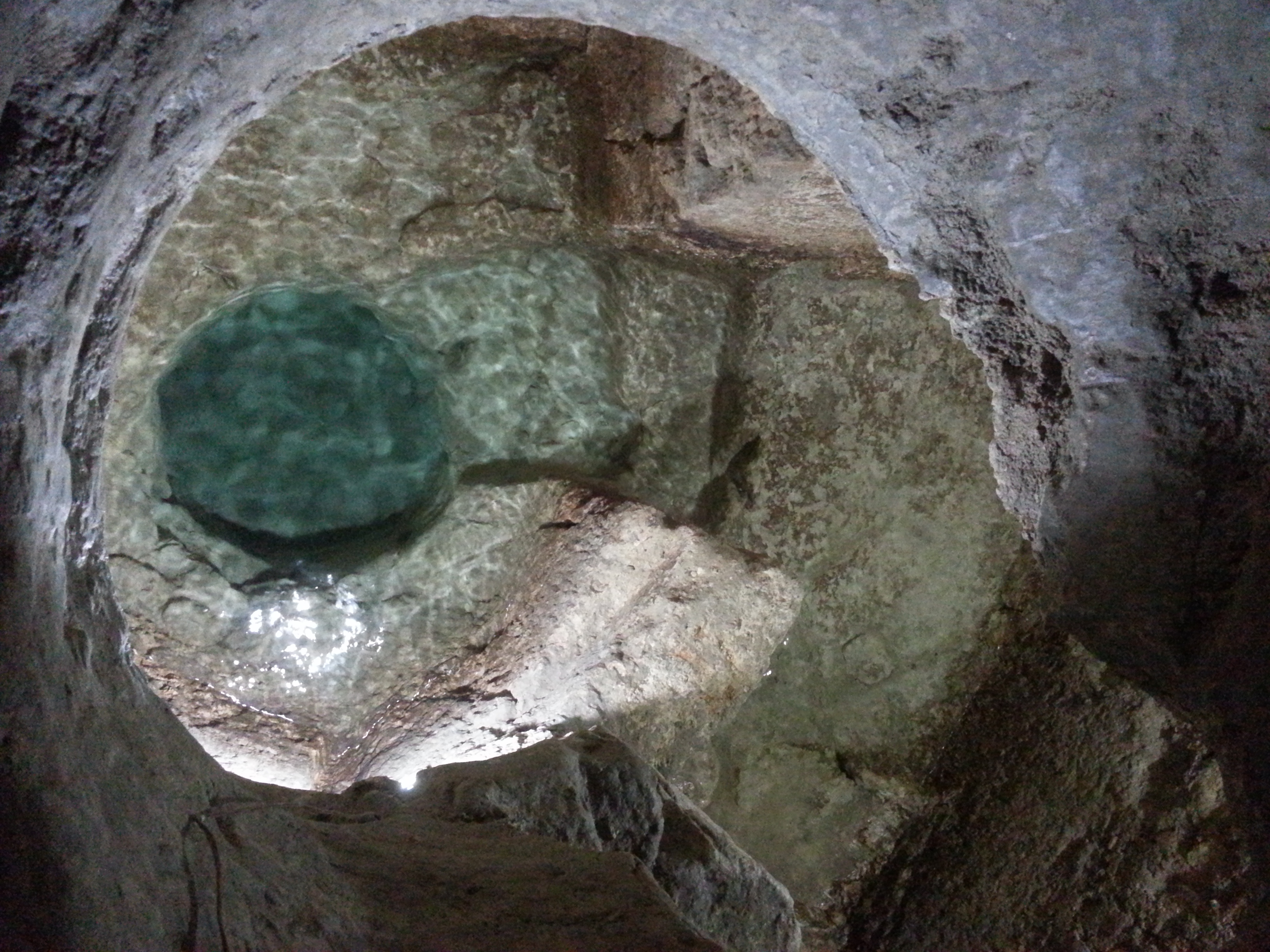
Mikvah sotto la chiesa di san Filippo Apostolo

### Il miqwé sotto la chiesa di san Filippo Apostolo
Nato come un semplice albero verticale e fungesse da normale pozzo, nel suo secondo stadio, quando fu adattato per servire le esigenze della comunità ebraica come un bagno rituale, una scala a chiocciola fu scavata attorno al pozzo centrale, le finestre furono tagliate nel muro del pozzo e la base del vecchio pozzo fu ampliata in una camera destinata a contenere la vasca di immersione.
Esso condivide notevoli caratteristiche con i bagni ebraici medievali rinvenuti altrove in Europa e ancora accessibili. In tutti questi bagni ebraici risalenti all'epoca medievale, una scala conduce dal livello del suolo direttamente alla vasca d’acqua sorgiva. Nel caso del mikvah posto sotto la chiesa di san Filippo Apostolo, la scala dal suolo conduce giù per diciotto metri fino alla vasca. 
Lungo la tromba delle scale sono state realizzate delle finestre, anche questa caratteristica è condivisa con numerosi mikvah medievali europei. Esse avevano la funzione di favorire una maggiore illuminazione del sito a giovamento di chi praticava il rituale di immersione.
Le suelencate caratteristiche dei mikvaʾot medievali, presenti nell'installazione sotto la chiesa di san Filippo Apostolo differenziano i bagni rituali ebraici dagli altri tipi di architettura sotterranea che si trovano comunemente in Europa come il normale pozzo o le concerie.
Una iscrizione ebraica è stata rinvenuta ed è stata al centro di un interessante convegno tenutosi al Municipio di Siracusa nel 2019.

### Il miqwè di Palazzo Bianca
Attraverso un vicolo che nel medioevo si chiamava rua delli bagni si accede ad un cortiletto che immette attraverso una scala in un ipogeo scavato a 10 metri di profondità per raggiungere la falda di acqua che alimenta i bagni. La terza rampa di scale immette attraverso una vaschetta lava piedi, (cioè l’ultimo scalino è scavato per formare un pediluvio), in una ampia sala quadrata di oltre cinque metri per lato con imponenti pilastri che sostengono una elegante volta centrale a crociera e a quattro voltine a botte sugli ambulacri laterali. Sul pavimento al centro del quadrato, si aprono tre vasche rituali disposte a quadrifoglio profonde 140 cm. colme di acqua che affluisce e defluisce attraverso le fessure della roccia. La quarta vasca porta tracce di delimitazione ma non fu mai scavata, forse per motivi di spazio. Vi si scende per mezzo di scalini scavati nella roccia, con l’utilizzo del doppio gradino laterale per consentire l’accesso e l’uscita dalla vasca. Nella sala si aprono tre minuscoli corridoi, due dei quali, dopo una brusca svolta ad angolo retto, realizzata per garantire la privacy del bagnante, conducono a due vasche rettangolari anch’esse delle misure canoniche. Nella sala un sedile scavato nel muro, probabilmente perché i fruitori potessero appoggiarvi i vestiti.
Sulla volta di uno dei quattro ambulacri infine si apre un grande camino verticale svasato all’imboccatura comunicante con la superficie, destinato all’aerazione, all’illuminazione e forse anche alla immersione delle stoviglie nuove, ma soprattutto, ritengo, per permettere di aggiungere acqua calda per elevare la temperatura dell’acqua della falda freatica, cosa che era consentita.

### Il miqwé di vicolo dell'Olivo
Ben poco si sa del terzo bagno ebraico conosciuto nella Giudecca di Siracusa, posto sotto un'abitazione privata in uno dei vicoli del predetto quartiere storico di Siracusa.